# 艾加里奧足球會
艾加里奧足球會（希臘語：Π.Α.Ε. Αιγάλεω），是希腊雅典都会区西郊艾加莱奥市镇的一个足球俱乐部。该俱乐部成立于1931年，现在参加希腊第4级别联赛-德尔塔联赛。